# Zdenka Procházková
Zdenka Procházková-Hartmann (4. dubna 1926 Praha – 25. srpna 2021) byla česko-rakouská herečka a konferenciérka.

## Život
Již od dětství se věnovala tanci a hře na klavír, ke které ji vedla její maminka, jež byla také klavíristkou. Již během svých studií na gymnáziu několikrát pohostinsky vystupovala v pražských divadlech. Po maturitě na gymnáziu odešla studovat herectví na Pražskou konzervatoř, které kvůli nacistické okupaci během 2. světové války byla nucena přerušit a dokončila ji až po válce v Brně. Po ukončení studia byla ve svém prvním angažmá v divadle v Opavě, později přešla do Prahy do Divadla ABC a do Městských divadel pražských. V roce 1957 až 1958 působila jako konferenciérka v Laterně Magice, se kterou vystupovala i na Expo 58 v Bruselu společně s Valentinou Thielovou a Sylvou Daníčkovou.
Díky svým jazykovým schopnostem a výborné znalosti němčiny hrála a pohostinsky vystupovala v německy mluvících zemích, zejména ve vídeňském Burgtheatru. Také učila na vysoké umělecké škole v Düsseldorfu učitelství němčiny.
V roce 2019 získala Cenu Thálie za rozhlasové herectví.

Zemřela večer 25. srpna 2021 v Fakultní nemocnici v Motole. Byla nejstarší českou herečkou své doby. Nikdy neměla děti, a tak ji občas navštěvovala její sestřenice. V léčebně měla vlastní pokoj, ve kterém byla sama.
V roce 2021 obdržela in memoriam Cenu Thálie za celoživotní mistrovství v oboru činohra.

## Osobní život
Jejím významným životním hereckým partnerem i prvním manželem byl herec Karel Höger. V 60. letech se však podruhé provdala za rakouského státního občana a stala se i rakouskou občankou.

## Filmografie
- 1946 Mrtvý mezi živými
- 1947 Týden v tichém domě
- 1948 Daleká cesta
- 1948 Návrat domů
- 1950 Bylo to v máji
- 1950 Pára nad hrncem
- 1952 Hudba z Marsu (studentský film)
- 1952 Mladá léta
- 1952 Písnička za groš
- 1954 Květ republiky (studentský film)
- 1955 Z mého života
- 1956 Nezlob, Kristino
- 1959 Partyzánská stezka
- 1963 Alcron (studentský film)
- 1964 …a pátý jezdec je Strach
- 1965 Déšť
- 1965 Třicet jedna ve stínu
- 1965 Ztracená tvář
- 1966 Měsíc s dýmkou (TV film)
- 1971 Tajemství velikého vypravěče
- 1975 Proměna (TV film)
- 1977 Nemocnice na kraji města (TV seriál)
- 1978 Filatelistická historie (TV film)
- 1978 Lady Dracula
- 1979 Arabela (TV seriál)
- 1979 Inženýrská odysea (TV seriál)
- 1980 Blázni, vodníci a podvodníci
- 1980 Jak napálit advokáta
- 1981 Upír z Feratu
- 1983 Návštěvníci (TV seriál)
- 1989 Čas sluhů
- 1994 Špendlík na motýla
- 2003 Strážce duší (TV seriál)
- 2004 I ve smrti sami (TV film)
- 2004 Když chcípne pes (TV film)
- 2005 Ordinace v růžové zahradě (TV seriál)
- 2005 Ulice (TV seriál)
- 2005 Žil jsem s cizinkou (TV film)
- 2007 Hraběnky (TV seriál)
- 2007 Muž a stín (TV film)
- 2007 Svatba na bitevním poli
- 2008 Hrobník (TV film)
- 2009 Rytmus v patách (TV film)
- 2010 Cukrárna (TV seriál)
- 2012 Gympl s (r)učením omezeným (TV seriál)
- 2014 Poslední cyklista (TV film)
- 2015 Všechny moje lásky (TV seriál)
- 2016 Lída Baarová
- 2017 Ordinace v růžové zahradě (TV seriál)
- 2018 Inspektor Max (TV seriál)
- 2018 Vzteklina (TV seriál)
- 2018 Zoufalé ženy dělají zoufalé věci
- 2019 Poslední aristokratka
- 2019 Krejzovi (TV seriál)

## Knihy
- 2004 Na jevišti mezi Prahou a Vídní : Nezapomenutelná Líza Doolittlová, Brána, ISBN 978-80-7243-206-6
- 2007 Vášně, chutě, neřesti aneb Kohout, co si ještě nevrz
- 2011 Chuť na lásku - román: Příběh nekonvenční spisovatelky, která vzpomíná na své lásky.
- 2011 Ó, sladké stáří; Zdeněk Dienstbier, Zdenka Procházková
- 2016 Zdenka Procházková; Zdenka Procházková
- 2017 Procházka životem; Zdenka Procházková, Pavlína Kadlecová